# Климентово (Великотирновська область)
Кли́ментово (болг. Климентово) — село у Великотирновській області Болгарії. Входить до складу общини Польський Тримбеш.

## Населення
За даними перепису населення 2011 року у селі проживали 774 особи.
Національний склад населення села:
| Національність   | Кількість осіб | Відсоток |
| ---------------- | -------------- | -------- |
| болгари          | 726            | 98,4%    |
| інша             | 10             | 1,4%     |
| Всього відповіли | 738            |          |

Розподіл населення за віком у 2011 році:
Динаміка населення: